# Praemium Imperiale
El Praemium Imperiale és una distinció que reconeix els mèrits d'artistes en diferents camps, com la pintura, música, escultura, cinema i arquitectura. El premi va ser creat el 1989 per la «Japan Art Association». Aquesta distinció es lliura en una cerimònia al Meiji Memorial Hall de Tòquio que té lloc en el mes d'octubre. La seva quantia econòmica és de 125.000 dòlars.

## Llista de premiats
| Any  | Pintura                                            | Nacionalitat              | Escultura                            | Nacionalitat | Arquitectura             | Nacionalitat  | Música                          | Nacionalitat | Cine i teatre                | Nacionalitat |
| ---- | -------------------------------------------------- | ------------------------- | ------------------------------------ | ------------ | ------------------------ | ------------- | ------------------------------- | ------------ | ---------------------------- | ------------ |
| 1989 | Willem de Kooning (1904-97) - David Hockney (1937) | Estats Units - Regne Unit | Umberto Mastroianni (1910-98)        | Itàlia       | Ieoh Ming Pei (1917)     | Estats Units  | Pierre Boulez (1925)            | França       | Marcel Carne (1909-96)       | França       |
| 1990 | Antoni Tàpies (1923)                               | Espanya                   | Arnaldo Pomodoro (1926)              | Itàlia       | James Stirling (1926-92) | Regne Unit    | Leonard Bernstein (1918-90)     | Estats Units | Federico Fellini (1920-93)   | Itàlia       |
| 1991 | Balthus (1908-2001)                                | França                    | Eduardo Chillida (1924-2002)         | Espanya      | Gae Aulenti (1927)       | Itàlia        | György Ligeti (1923-2006)       | Hongria      | Ingmar Bergman (1918)        | Suècia       |
| 1992 | Pierre Soulages (1919)                             | França                    | Anthony Caro (1924)                  | Regne Unit   | Frank Gehry (1929)       | Canadà        | Alfred Schnittke (1934-98)      | Rússia       | Akira Kurosawa (1910-98)     | Japó         |
| 1993 | Jasper Johns (1930)                                | Estats Units              | Max Bill (1908-94)                   | Suïssa       | Kenzo Tange (1913)       | Japó          | Mstislav Rostropóvitx (1927)    | Rússia       | Maurice Béjart (1927)        | França       |
| 1994 | Zao Wou-ki (1921)                                  | França                    | Richard Serra (1939)                 | Estats Units | Charles Correa (1930)    | Índia         | Henri Dutilleux (1916)          | França       | John Gielgud (1904-2000)     | Regne Unit   |
| 1995 | Roberto Matta (1911-2002)                          | Xile                      | Christo (1935)                       | Estats Units | Renzo Piano (1937)       | Itàlia        | Andrew Lloyd Webber (1948)      | Regne Unit   | Nakamura Utaemon (1917-2001) | Japó         |
| 1996 | Cy Twombly (1928)                                  | Estats Units              | Cesar (1921)                         | França       | Tadao Ando (1941)        | Japó          | Luciano Berio (1925-2003)       | Itàlia       | Andrzej Wajda (1926)         | Rússia       |
| 1997 | Gerhard Richter (1932)                             | Alemanya                  | George Segal (1924-2000)             | Estats Units | Richard Meier (1935)     | Estats Units  | Ravi Shankar (1920)             | Índia        | Peter Brook (1925)           | Regne Unit   |
| 1998 | Robert Rauschenberg (1925)                         | Estats Units              | Dani Karavan (1930)                  | Israel       | Álvaro Siza (1933)       | Portugal      | Sofia Gubaidúlina (1931)        | Rússia       | Richard Attenborough (1923)  | Regne Unit   |
| 1999 | Anselm Kiefer (1945)                               | Alemanya                  | Louise Bourgeois (1911)              | França       | Fumihiko Maki (1928)     | Japó          | Oscar Peterson (1925)           | Canadà       | Pina Bausch (1940)           | Alemanya     |
| 2000 | Ellsworth Kelly (1923)                             | Estats Units              | Niki de Saint Phalle (1930-2002)     | França       | Richard Rogers (1933)    | Regne Unit    | Hans Werner Henze (1926)        | Alemanya     | Stephen Sondheim (1930)      | Estats Units |
| 2001 | Lee Ufan (1936)                                    | Corea del Sud             | Marta Pan (1923)                     | Hongria      | Jean Nouvel (1945)       | França        | Ornette Coleman (1930)          | Estats Units | Arthur Miller (1915-2005)    | Estats Units |
| 2002 | Sigmar Polke (1941)                                | Alemanya                  | Giuliano Vangi (1931)                | Itàlia       | Norman Foster (1935)     | Regne Unit    | Dietrich Fischer-Dieskau (1925) | Alemanya     | Jean-Luc Godard (1930)       | França       |
| 2003 | Bridget Riley (1931)                               | Regne Unit                | Mario Merz (1925-2003)               | Itàlia       | Rem Koolhaas (1944)      | Països Baixos | Claudio Abbado (1933)           | Itàlia       | Ken Loach (1936)             | Regne Unit   |
| 2004 | Georg Baselitz (1938)                              | Alemanya                  | Bruce Nauman (1941)                  | Estats Units | Óscar Niemeyer (1907)    | Brasil        | Krzysztof Penderecki (1933)     | Polònia      | Abbas Kiarostami (1940)      | Iran         |
| 2005 | Robert Ryman (1930)                                | Estats Units              | Issey Miyake (1938)                  | Japó         | Yoshio Taniguchi (1937)  | Japó          | Martha Argerich (1941)          | Argentina    | Merce Cunningham (1919)      | Estats Units |
| 2006 | Yayoi Kusama (1929)                                | Japó                      | Christian Boltanski (1944)           | França       | Frei Otto (1925)         | Alemanya      | Steve Reich (1936)              | Estats Units | Maia Plissétskaia (1925)     | Rússia       |
| 2007 | Daniel Buren (1938)                                | França                    | Tony Cragg (1949)                    | Regne Unit   | Herzog & de Meuron       | Suïssa        | Daniel Barenboim (1942)         | Argentina    | Ellen Stewart (1919)         | Estats Units |
| 2008 | Richard Hamilton (1922)                            | Regne Unit                | Ilya Kabakov (1933) & Emilia Kabakov | Rússia       | Peter Zumthor (1943)     | Suïssa        | Zubin Mehta (1936)              | Índia        | Sakata Tōjūrō (1931)         | Japó         |
| 2009 | Hiroshi Sugimoto (1948)                            | Japó                      | Richard Long (1945)                  | Regne Unit   | Zaha Hadid (1950)        | Regne Unit    | Alfred Brendel (1931)           | Àustria      | Tom Stoppard (1937)          | Regne Unit   |
| 2010 | Enrico Castellani (1930)                           | Itàlia                    | Rebecca Horn (1944)                  | Alemanya     | Toyo Ito (1941)          | Japó          | Maurizio Pollini (1942)         | Itàlia       | Sophia Loren (1934)          | Itàlia       |